# Mu (fusée)
Pour les articles homonymes, voir Mu.

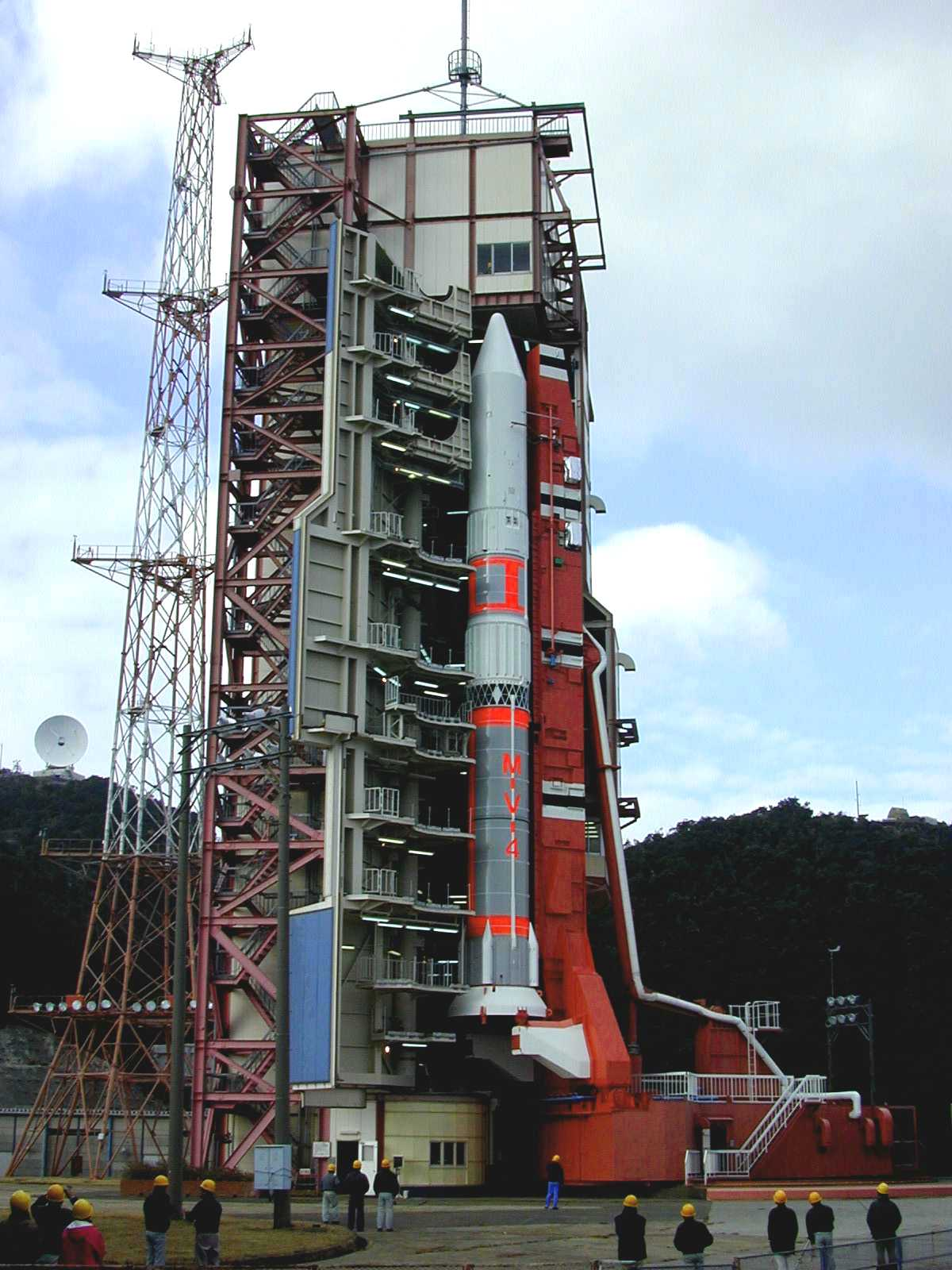
M-V-4

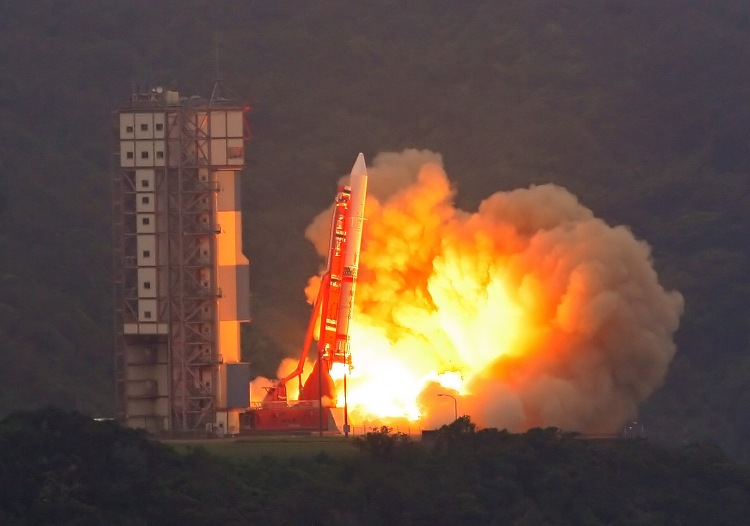
M-V-6

Les fusées Mu (ou M) sont une famille de lanceurs japonais propulsés par des moteurs à propergol solide utilisés entre 1966 et 2006. Elles sont développées et  mises en œuvre par l'ISAS. Cette agence spatiale tournées vers les missions scientifiques et dépendant de l'Université de Tokyo utilise ces lanceurs pour lancer une vingtaine de satellites scientifiques depuis le centre spatial de Uchinoura. Constamment améliorées ces fusées sont passées d'une capacité de satellisation en orbite de 180 kg (modèle Mu-4S) à 1 200 kg . Le dernier lanceur de cette famille, la M-V, est en fait un lanceur entièrement nouveau qui peut placer 1950 kg en orbite basse. Ce dernier modèle a placé sur orbite les sondes spatiales Nozomi et Hayabusa.

## Contexte
L'Institute of Space and Astronautical Science (ISAS), agence spatiale japonaise dépendant de l’Université de Tokyo développe dans la deuxième moitié des années 1960 de puissantes fusées-sondes à propergol solide de la série Lambda. Ces fusées sont lancées depuis le  site d'Uchinoura dans la préfecture de Kagoshima (dans l'île de Kyūshū, la plus méridionale des grandes îles du Japon.  C'est une de ces fusées dotée d'un étage supplémentaire (version Lambda 4S) qui parvient à placer en orbite le premier satellite artificiel japonais baptisé Ōsumi. Mais sa capacité trop réduite (environ 40 kg en orbite basse) et ses caractéristiques ne permettent pas d'en faire un véritable lanceur. Dès 1966 l'agence spatiale commence à développer une nouvelle famille de fusées plus puissantes, la série Mu qui doit lancer les futurs satellites. Contrairement aux autres agences spatiales dans le monde qui optent pour une propulsion à ergols liquides plus performante, l'ISAS décide de continuer à utiliser des moteurs à propergol solide. un premier vol suborbital, Mu-1est réalisé le 31 octobre 1966.

## Différentes versions

### Mu-4S
| Date              | Charge utile | Commentaire |
| ----------------- | ------------ | ----------- |
| 25 septembre 1970 | MS-F1        | Échec       |
| 16 février 1971   | Tansei-1     |             |
| 28 septembre 1971 | Shinsei      |             |
| 19 aout 1972      | Denpa        |             |

Les fusées Mu utilisent la même technologie à propergol solide mais sont nettement plus massives. Alors que la Lambda 4S a une masse de 9,4 tonnes et un diamètre à la base de 31 centimètres, la nouvelle fusée Mu-4S qui comporte  3 étages, a une masse de 43,8 t, un diamètre à la base de 1,41 m et une longueur de 23,6 m. Elles peuvent placer en orbite basse une charge utile de 100 kg. Après un premier échec en 1970, une fusée Mu-4S parvient à placer en orbite le 16 février 1971 le satellite Tansei d'une masse de 62 kg.  Cette première version de cette famille de lanceur n'est pas guidée et l'orbite atteinte est peu précise.

### Mu-3C
| Date            | Charge utile | Commentaire |
| --------------- | ------------ | ----------- |
| 16 février 1974 | Tansei-2     |             |
| 24 février 1975 | Taiyo        |             |
| 4 février 1976  | Corsa        | Échec       |
| 21 février 1979 | Hakucho      |             |

La version Mu-3C dont le premier exemplaire est tiré en 1974 comporte un système de radio-guidage qui permet de passer des commandes agissant sur l'orientation de la poussée du second étage : celui-ci est équipé  à de petites fusées latérales qui agissent sur le roulis tandis qu'un système d'injection de fréon dans la tuyère permet de dévier la poussée du propulseur principal. Le 21 février 1979, une fusée de ce type place en orbite Hakucho (ou CORSA-B) premier observatoire spatial à rayons X japonais. Il a été développé à l'initiative de Minoru Oda qui va exercer jusqu'à sa mort en 2001 une grande influence sur le programme spatial scientifique japonais en faisant de ce domaine très particulier un des points forts de la recherche spatiale de son pays.  Quatre satellites sont lancés par cette version de la fusée.

### Mu-3H
| Date              | Charge utile | Commentaire |
| ----------------- | ------------ | ----------- |
| 19 février 1977   | Tansei-3     |             |
| 4 février 1978    | Kyokko       |             |
| 16 septembre 1978 | Jikiken      |             |

Avec la version Mu-3H, la charge utile passe de 195 à 270 kg. Le premier étage est allongé. Par rapport à la version précédente, le troisième étage ne reste pas solidaire du satellite mais est largué et un quatrième étage de petite taille peut modifier l'orbite. Trois exemplaires de cette version sont lancés. Le dernier exemplaire est lancé après que le premier exemplaire de la version suivante ait été lancé. 

### Mu-3S
| Date            | Charge utile | Commentaire |
| --------------- | ------------ | ----------- |
| 17 février 1980 | Tansei-4     |             |
| 21 février 1981 | Hinotori     |             |
| 20 février 1983 | Tenma        |             |
| 14 février 1984 | Ohzora       |             |

La Mu-3S est pratiquement identique à la Mu-3H. Les différences portent sur le système de guidage. C'est la première version dont le premier étage dispose d'un système de guidage. Celui-ci emporte 303 kg de fréon et 153 kg de peroxyde d'hydrogène pour modifier son orientation. La charge utile est identique à celle de la Mu-3H (300 kg). Quatre exemplaires de cette version sont lancés.

### Mu-3SII
| Date            | Charge utile | Commentaire   |
| --------------- | ------------ | ------------- |
| 7 janvier 1985  | Sakigake     |               |
| 18 aout 1985    | Suisei       |               |
| 5 février 1987  | Ginga        |               |
| 21 février 1989 | Akebono      |               |
| 24 janvier 1990 | Hiten        |               |
| 30 aout 1991    | Yohkoh       |               |
| 20 février 1993 | ASCA         |               |
| 15 janvier 1995 | Express      | Échec partiel |

L'agence spatiale japonaise décide en 1979 de lancer ses premières missions interplanétaires, les sondes spatiales Suisei  et Sakigake dont l'objectif est de survoler la comète de Halley par la sonde spatiale jumelle Suisei qui doit effectuer un passage au plus près du Soleil en 1986. Mais la version Mu-3S n'a pas la puissance nécessaire. Pour lui donner une capacité de lancement interplanétaire, le deuxième (M-23) et le troisième étage (M-3B) sont allongés, les huit propulseurs d'appoint sont remplacés par deux propulseurs fournissant une poussée globale beaucoup plus importante. Le premier étage (M-13) reste inchangé. Un quatrième étage  (KM-P) est ajouté pour fournir la poussée permettant d'échapper à l'attraction terrestre. Toutes ces modifications permettent au lanceur de placer un satellite de 770 kg sur une orbite basse et une sonde spatiale de 140 kg sur une orbite interplanétaire. Huit engins sont lancés entre 1985 et 1995 avec un unique échec.

La famille de lanceurs MU.

|                              | Mu-4S                 | Mu-3C                                    | Mu-3H                                        | Mu-3S                 | Mu-3SII                     | Mu-V                                             |
| ---------------------------- | --------------------- | ---------------------------------------- | -------------------------------------------- | --------------------- | --------------------------- | ------------------------------------------------ |
| Dates lancement              | 1970-1972             | 1974-1979                                | 1977-1978                                    | 1980-1984             | 1985-1993                   | 1997-2006                                        |
| Charge utile en orbite basse | 180 kg                | 195 kg                                   | 270 kg                                       | 290 kg                | 770 kg                      | 1 900 kg                                         |
| Masse au décollage           | 43,5 tonnes           | 41,6 t.                                  | 48,7 t.                                      | 49,5 t.               | 61,7 t.                     | 140 t.                                           |
| Structure                    | 4 étages + 8 boosters | 3 étages + 8 boosters                    | 4 étages + 8 boosters                        | 3 étages + 8 boosters | 4 étages + 2 boosters       | 3 étages ou 4 étages                             |
| Nombre de vols dont échecs   | 4 dont 1 échec        | 4 dont 1 échec                           | 3                                            | 4                     | 8 dont 1 échec              | 7 dont 1 échec                                   |
| Principales caractéristiques | Guidage rudimentaire  | Diamètre élargi, 2e et 3e étage nouveaux | Ajout d'un 4e étage et allongement 1er étage | Évolution mineure     | Nouveaux boosters, 4e étage | Lanceur complètement nouveau, 4e étage optionnel |

## Version M-V
Le modèle M-V (V pour 5e génération) est utilisée de 1997 à 2006. C'est un lanceur entièrement nouveau et beaucoup plus puissant que les précédents. Sept lancements ont été effectués dont 6 couronnés de succès. Selon la mission, le lanceur était dans une configuration 3 étages ou 4 étages. Cette dernière version (KM), la plus puissante, pouvait placer en orbite un satellite de 1 800 kg sur une orbite basse de 400 km avec une inclinaison orbitale de 30°. Elle fut utilisée à 3 reprises, en particulier pour le lancement des sondes spatiales Nozomi et Hayabusa. La version KM avec sa masse de 139 tonnes constituait à l'époque le plus gros lanceur à propulsion solide. La fabrication du M-V a été arrêtée à cause de son coût de fabrication particulièrement élevé (60 millions $).